# Blatni vulkan
Geotermalni pojavi, znani kot blatni vulkani, pogosto niso pravi blatni vulkani (pelovolcano), temveč blatni bazeni, neke vrste kisli vroči vrelci ali fumarole z omejeno vodo. Običajno imajo obliko puščavskega blata. Kislina in mikroorganizmi raztapljajo okoliške kamnine v glino in blato.
Blatni vulkan ali blatna kupola je reliefna oblika, ki nastane zaradi izbruha blata ali brozge, vode in plinov. Več geoloških procesov lahko povzroči nastanek blatnih vulkanov. To niso pravi vulkani, saj ne bruhajo lave in niso nujno odvisni od magmatske aktivnosti. Zemlja neprestano izloča blatu podobno snov, ki se lahko imenuje blatni vulkan. Lahko so visoki le 1 ali 2 metra in široki 1 ali 2 metra, visoki do 700 metrov in široki 10 kilometrov. Manjše izlive blata včasih imenujejo blatni bazeni. Največji blatni vulkan je Lusi na Javi v Indoneziji s premerom 10 km. 
Blato, ki ga proizvajajo blatni vulkani, se večinoma oblikuje kot vroča voda, ki je segreta globoko pod zemeljsko površino, ki se začne mešati s podzemnimi mineralnimi sedimenti in ustvari blatno brozgo. Ta material se nato skozi geološke prelome ali razpoke zaradi pritiska dvigne proti površju. Blatni vulkani so povezani s subdukcijskimi območji in nastajajo na globini okoli 1100 ali blizu površja. Temperatura vsakega delujočega blatnega vulkana na splošno ostaja precej stabilna in je precej nižja od značilnih temperatur, ki jih sicer najdemo pri vulkanih. Temperature blatnih vulkanov se lahko gibljejo od blizu 100 °C do občasno 2 °C, nekateri se uporabljajo kot priljubljene blatne kopeli.
Približno 86 % plina, ki se sprošča iz teh struktur, je metan z veliko manj emisij ogljikovega dioksida in dušika. Izmetani material je najpogosteje gošča finih trdnih snovi, suspendiranih v vodi, ki lahko vsebujejo mešanico soli, kislin in različnih ogljikovodikov.
Blatni vulkani so morda tudi na Marsu. 

## Podrobnosti
Blatni vulkan je lahko posledica diapirne gube, ki jo je ustvaril dvig blata pod tlakom, ki predre zemeljsko površje ali oceansko dno. Njihove temperature so lahko tako nizke, kot je točka zmrzovanja izmetanega materiala, zlasti kadar je odzračevanje povezano z nastankom hidratnih ogljikovodikov v obliki sedimenta. Blatni vulkani so pogosto povezani z naftnimi nahajališči in tektonskimi subdukcijskimi območji in orogenim pasom; pogosti so izbruhi ogljikovodikovih plinov. Navadno so povezani tudi z lavininimi vulkani; ob taki bližini blatni vulkani oddajajo negorljive pline, tudi helij, medtem ko večji verjetni tlak izliva metan.
Na kopnem in v plitvih vodah je bilo najdenih približno 1100 blatnih vulkanov. Ocenjeno je, da jih je več kot 10.000 na kontinentalnih policah in abisalnih ravninah.

## Značilnosti
- grifon: strmi stožec, krajši od 3 metrov, ki iztiska blato;
- blatni stožec: visok stožec, krajši od 10 metrov, ki iztiska blato in kamnite delce;
- stožec iz pepela: strm konični hrib ohlapnih piroklastičnih fragmentov, kot so vulkanski klinkerji, žlindrasta lava, vulkanski pepel, ki je bil zgrajen okrog vulkanskega ventila;
- blatni lonček (salsez): blatni vrelec, ki vsebuje vrelo glino s pronicanjem plina;
- izvir: izliv, kjer prevladuje voda, manjši od 0,5 metra;
- blatni ščit.

### Emisije
Večina tekočih in trdnih snovi se sprošča med izbruhi, vendar se emisije pojavijo tudi v obdobju mirovanja.
Blato je bogato s halitom (kamena sol).
Izdelane so bile ocene emisij blatnih vulkanov (1 Tg = 1 milijon metričnih ton).
- 2002: L. I. Dimitrov ocenjuje, da se 10,2–12,6 Tg/leto metana sprosti iz kopnih in plitkih podmorskih vulkanov.
- 2002: Etiope in Klusman sta ocenila, da vsaj 1–2 in kar 10–20 Tg/leto metana lahko izpuhti iz blatnih vulkanov na kopnem.
- 2003: Etiope v oceni, ki temelji na 120 blatnih vulkanih: »Rezultati emisij so konzervativno med 5 in 9 Tg/leto, kar je 3–6 % naravnih virov metana, uradno upoštevanih v proračunu za atmosferski metan. Geološki vir, vključno z MV-ji (to delo), izločanje iz morskega dna (Kvenvolden in drugi, 2001), mikrostruktura na ogljikovodikih območjih in geotermalnih virih (Etiope in Klusman, 2002) pa bi znašala 35–45 Tg/leto.« [4]
- 2003: Milkova  analiza kaže, da lahko svetovni pretok plinov znaša 33 Tg/leto (15,9 Tg/leto med mirovanjem in 17,1 Tg/leto med izbruhi). Šest teragramov toplogrednih plinov letno iz kopnega in plitkih blatnih vulkanov na morju. Viri globokomorskih izvirov lahko oddajajo 27 Tg/leto. Skupaj je lahko 9 % manj fosilnega CH4 v sodobnem atmosferskem CH4 proračunu in 12 % v predindustrijskem proračunu. [5]
- 2003: Alexei Milkov je ocenil, da približno 30,5 Tg/leto plinov (predvsem metana in CO2) uide iz blatnih vulkanov v ozračje in ocean. [6]
- 2003: Achim J. Kopf ocenjuje 1,97 × 1011 do 1,23 × 1014 m³ metana vseh blatnih vulkanov  letno, od tega 4,66 × 107 do 3,28 × 1011 m³ iz površinskih vulkanov. To pretvori na 141–88,000 Tg/leto iz vseh blatnih vulkanov, od katerih je 0,033-235 Tg od površinskih vulkanov.

## Lokacije

### Evropa
Ducati blatnih vulkanov so na Tamanskem polotoku v Rusiji in na polotoku Kerč na Krimu skupaj z jugozahodnim delom Bolgarije blizu Rupita. V Italiji so pogosti na severni strani Apeninov in Siciliji. 24. avgusta 2013 se je v sredini križišča Coccia di Morto v Fiumicinu blizu Rima pojavil blatni vulkan.
Blatni vulkani so tudi v občini Berca v okrožju Buzău v Romuniji.

### Azija

#### Indonezija
Zaradi vrtanja ali potresa v okrožju Porong na vzhodni Javi v Indoneziji je 29. maja 2006 izbruhnil blatni vulkan Sidoarjo. Blato je pokrivalo okoli 440 hektarjev in poplavilo štiri vasi, domove, ceste, riževa polja in tovarne, pri čemer so evakuirali približno 24.000 ljudi, umrlo jih je 14. Raziskovanje plina je vodila družba PT Lapindo Brantas. Potres 27. maja 2006 v Jogdžakarti, ki je lahko sprožil vulkansko blato, je imel magnitudo 6,3. Leta 2008 je bil razglašen za največji blatni vulkan na svetu. Po mnenju geologov kaže znake katastrofalnega propada, ki ga spremljajo, njegove okolice. V naslednjem desetletju bi se lahko povečal do 150 metrov. Marca 2008 so znanstveniki v eni noči opazili kaplje do 3 metrov. Večina pogrezanja na območju okoli vulkana je postopnejša, približno 1 mm na dan. Študija skupine indonezijskih geoznanstvenikov, ki jo je vodil Bambang Istadi, je napovedala območje, ki ga bo prizadelo blato v desetletnem obdobju. [15] Novejše študije, izvedene leta 2011, napovedujejo, da bo blato teklo še 20 let ali celo dlje. Lusi, skrajšano iz Lumpurja Sidoarjo, lumpur je indonezijska beseda za 'blato', je verjetno vulkan iz blata, ogljikovodični/hidrotermalni hibrid.
V kalderi Suoh v Lampungu je več deset stožcev in blatnih jezer z različno temperaturo.

#### Srednja Azija
Veliko blatnih vulkanov je na obali Črnega morja in Kaspijskega jezera. Tektonske sile in velika sedimentna odlagališča okoli njih so ustvarili več polj blatnih vulkanov, od katerih jih veliko oddaja metan in druge ogljikovodike. V Azerbajdžanu so več kot 200 metrov visoki, pri čemer veliki izbruhi včasih povzročijo plamenom podobne prizore. Blatni vulkani so tudi v Gruziji, na primer v Akhtali.
Iran in Pakistan imata blatne vulkane v Makranskem pogorju na jugu obeh držav. Velik blatni vulkan je v Beludžistanu v Pakistanu. Znan je kot Baba Čandrakup na poti v Hinglaj, ki je romarsko hindujsko mesto. 

#### Azerbajdžan
- Azerbajdžan in njegova kaspijska obala imata skoraj 400 blatnih vulkanov, kar je več kot polovica vseh na celini. [18] Leta 2001 se je vulkan 15 kilometrov iz Bakuja pojavil na svetovnih naslovnicah, ko je začel izstreljevati plamene, visoke 15 metrov. [12]
- Izbruhi izvirajo iz rezervoarja globokega blata, ki je povezan s površino tudi v mirujočih obdobjih, ko pronicajoča voda kaže globok izvor. Temperature so običajno nad temperaturo okolice okoli 2 °C do 3 °C. Blatni vulkan Lökbatan je od leta 1998 predlagan za uvrstitev na  seznam Unescove svetovne dediščine. Tudi CNN Travel ga je vključil med 50 naravnih čudes na svetu.

#### Iran
V Iranu je veliko blatnih vulkanov: v provinci Hormuzgan, Sistan in Beludžistan, kjer je vulkan Pirgel, in v provinci Golestan.

#### Indija
Na severnih Andamanskih otokih (Hathilevel) in otoku Baratang, del velikega Andamskega arhipelaga v Indijskem oceanu, je več delujočih blatnih vulkanov. Leta 2003 je bil velik izbruh.

#### Pakistan
V Pakistanu je v provinci Beludžistan več kot 80 delujočih blatnih vulkanov, približno 10 lokacij z veliko blatnih vulkanov. Na zahodu v okrožju Gvadar so blatni vulkani zelo majhni, večji so na jugu Jebal-e-Mehdija proti Sur Bandarju. Mnogo več jih je na severovzhodu Ormare. Preostanki so v okrožju Lasbela in razpršeni so v dolini Hangola. V tej regiji se višina blatnih vulkanov giblje od 243,8 do 472,4 m. Najbolj znan je Čandragup. Največji krater je na 25° 33'13.63 "N 65 ° 44'09.66" E, premer je približno 137 m. Večina blatnih vulkanov v tej regiji je na zelo težko dostopnih krajih. V mirujočem stanju so stebri blata na mnogih drugih območjih.

#### Flipini
Na Želvinih otokih Turtle v provinci Tawi-Tawi na jugozahodnem robu Filipinov, ki meji na Malezijo, so blatni vulkani na otokih Lihiman, Veliki Bakkungan in Boanovih otokih. Za severovzhodni del otoka Lihiman je značilna po nasilnejša obliki iztiskanja blata, pomešanega z velikimi kamni, tako da je na gričevnatem delu otoka nastal 20 m širok krater. Iztiskanje so spremljali blagi potresi, dokazi o iztisnjenih vrstah materiala pa so na okoliških drevesih. Lokalni prebivalci so opazili podvodno iztiskanje blata na otoku. 

#### Druge lokacije v Aziji
- Kitajska ima številne blatne vulkane v provinci Xinjiang.
- Blatni vulkani so v mestecu Minn Buu, okrožje Magwe v Mjanmaru (Burma).
- V južnem Tajvanu sta dva delujoča blatna vulkana in nekaj nedelujočih. Vulkani Wushan so v okrožju Yanchao v mestu Kaohsiung, pa tudi v kraju Wandan v okrožju Pingtung.
- Vulkansko blato je na otoku Pulau Tiga ob zahodni obali malezijske države Sabah na Borneu.
- Blatni vulkani so tudi na otoku Pulau Tiga ob zahodni obali malezijske države Sabah na Borneu.
- Leta 1979 je bil na morju v Bruneju blatni vulkan, ki je imel 20 reliefnih izvirov in se skoraj 30 let ni ustavil.
- Delujoči blatni vulkani se pojavljajo v Oesilu (okrožje Oecusse, Vzhodni Timor). Blatni vulkan v Bibilutu (okrožje Viqueque) je nastal med letoma 1856 in 1879.

### Severna Amerika
Blatni vulkani na severnoameriški celini so:
- Polje majhnih (<2 metrov visokih) nadzorovanih razpok hladnih blatnih vulkanov je na obali Mendocina v Kaliforniji blizu Glenblaira in Fort Bragga. Fino mleto glino občasno nabirajo lokalni lončarji.
- Blatni vulkani skupine Klawasi v porečju reke Copper v gorah Wrangell na Aljaski. Emisije so večinoma CO2 in dušik; vulkani so povezani z magmatskimi procesi.
- Neimenovani vulkan iz blata, ki je visok 30 metrov in je na vrhu približno 100 metrov širok, 24 km od plaže Redondo v Kaliforniji in 800 metrov pod površino Pacifika.
- Polje majhnih (<3 m) blatnih vulkanov v geotermalnem območju Salton Sea blizu mesta Niland v Kaliforniji. Emisije so večinoma CO2.
- Blatni vulkani Smooth Ridge v bližini kanjona Monterey v Kaliforniji.
- Blatni vulkan Kaglulik, 43 metrov pod površino Beaufortskega morja blizu severne meje Aljaske in Kanade. Verjetno so na območju naftna polja.
- Blatni vulkan Maquinna je 16–18 kilometrov zahodno od otoka Vancouver, Britanska Kolumbija, Kanada.

#### Yellowstonski blatni vulkani
Ime Blatni vulkani narodnega parka Yellowstone in okolice je zavajajoče; sestavljeno je iz vročih izvirov, blatnih bazenov in fumarol, ne pa resničnih blatnih vulkanov. Glede na natančno opredelitev pojma blatnega vulkana se lahko tvorba v Yellowstonu šteje za hidrotermalno blatno vulkansko leglo. Je veliko manj aktivna, čeprav je območje precej dinamično. Yellowstone je aktivna geotermalna površina z magmatsko komoro blizu površine, aktivni plini pa so predvsem para, ogljikov dioksid in vodikov sulfid.
Blatni vulkani in blatni gejzirji so drugje v Yellowstonu. Eden deluje kot gejzir, ki meče blato do višine 10 metrov. 

#### Karibi
- V Trinidadu in Tobagu na Karibih je veliko blatnih vulkanov, v bližini zalog nafte v južnih predelih otoka Trinidada. Od 15. avgusta 2007 je blatni vulkan z imenom Moruga Bouffle bruhal metan, kar kaže, da je delujoč. Na tropskem otoku je še nekaj drugih blatnih vulkanov:
  - Devils Woodyard blizu Trinidada in Tobaga
  - Moruga Bouffe blizu Moruge
  - Piparo
  - Chatham, pod vodo v kanalu Columbus; ta blatni vulkan občasno naredi kratkotrajni otok.
- Na Barbadosu so številni veliki blatni vulkani. [16]

### Južna Amerika

#### Venezuela
Na vzhodnem delu Venezuele je več blatnih vulkanov (ali blatnih kupol), katerih izvor je  povezan z naftnimi polji. Blato 6 kilometrov iz Maturina v Venezueli vsebuje vodo, biogeni plin, ogljikovodike in pomembno količino soli. Govedo iz savane se pogosto zbere in liže posušeno blato zaradi vsebnosti soli.

#### Kolumbija
Vulkan El Totumo razdeljuje departmaja Bolívar in Atlántico v Kolumbiji. Ta vulkan je visok približno 15 metrov in lahko sprejme 10 do 15 ljudi v svojem kraterju; mnogi turisti in domačini ga obiščejo zaradi domnevnih zdravilnih lastnosti blata. Zaradi njega sta Bolívar in Atlántico sprožila pravni spor, saj je to turistično zelo zanimiv predel.